# Suessenguthiella
Suessenguthiella là một chi thực vật thuộc họ Molluginaceae.

## Các loài
Chi này có các loài sau (tuy nhiên danh sách này có thể chưa đủ):
- Suessenguthiella scleranthoides (Sond.) Friedrich, 1955

Loài Suessenguthiella caespitosa Friedrich, 1960 được The Plant List coi là chưa dung giải, nhưng Thulin et al. (2016) coi nó là đồng nghĩa của S. scleranthoides.